# Isot Kilian
Isot Kilian (* 11. April 1924 in Berlin-Köpenick; † 14. März 1986) war eine deutsche Schauspielerin, Dramaturgie- und Regieassistentin.

## Leben
Isot Kilian war die Tochter des Buchhändlers Götz Kilian und seiner Frau Liddy geb. Deuerling (1895–1972). Der Name Isot geht vermutlich auf eine Figur aus einem Werk Maxim Gorkis zurück, wo er allerdings eine männliche Person bezeichnet. Möglich ist auch, dass er sich von der Isolde aus Tristan und Isolde herleitet – Isot ist eine z. B. bei Gottfried von Straßburg überlieferte Namensvariante. Isot Kilians Kindheit in Berlin-Köpenick wurde von der Machtübernahme der Nationalsozialisten überschattet. In der Köpenicker Blutwoche 1933 wurde ihr Vater derart geschlagen, dass er, sehr krank, 1940 an den Folgen starb. Im Jahre 1934 war die von den Nationalsozialisten verfolgte Familie (die Eltern Liddy und Götz Kilian, beide aktive Mitglieder der KPD) nach Hamburg gezogen, um der Berliner Gestapo zu entgehen. 1939 lernte Isot dort den noch unbekannten Schriftsteller Wolfgang Borchert kennen. Sie nahm Schauspielunterricht und arbeitete gemeinsam mit Borchert an dessen ersten Stücken. Eine weitere Jugendfreundschaft hatte sie mit Günther Mackenthun. Sie heiratete keinen von beiden, bekam aber 1941 ihre erste Tochter, die sie ebenfalls Isot nannte. Sie spielte an mehreren Theatern.
1946 zog Isot Kilian mit ihrer Mutter zurück nach Berlin, arbeitete beim Rundfunk sowie u. a. mit Egon Monk am Kabarett Frischer Wind, das noch vor Bertolt Brechts Rückkehr aus der Schweiz dessen Gedichte und Lieder aufführte. Sie wurde 1949 von Helene Weigel für das neu gegründete Berliner Ensemble als Schauspielerin, Dramaturgie- und Regieassistentin engagiert.
1952 heiratete Isot Kilian den Philosophen und Journalisten Wolfgang Harich, mit dem sie ihre zweite Tochter, Katharina, hatte. Die Ehe wurde nach zwei Jahren wieder geschieden. Seit 1953 wuchs die Nähe und Vertrautheit zu Bert Brecht, dessen letzte Geliebte und engste Mitarbeiterin sie nun für die verbleibende kurze Zeit wurde. Knapp zehn Jahre nach Brechts Tod, 1965, heiratete Isot Kilian den Schauspieler Bruno Carstens. Sie blieb ihr Leben lang bei der Theaterarbeit, am Berliner Ensemble und später am Institut für Schauspielregie, auch in Ost-Berlin.

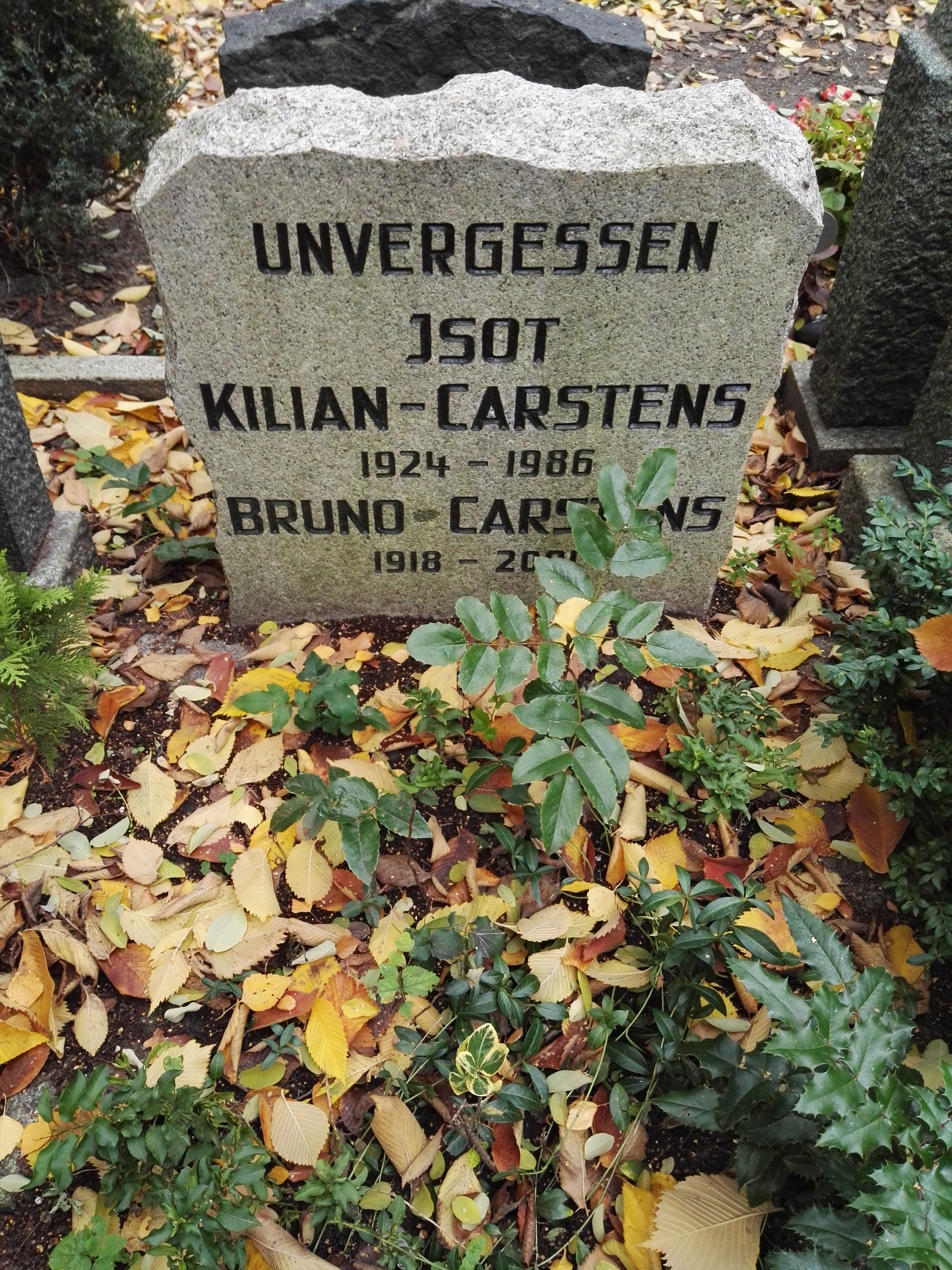
Grabstätte des Ehepaares

Sie ruht auf dem Dorotheenstädtischen Friedhof in Berlin, eine inzwischen gemeinsame Grabstelle mit ihrem letzten Mann Bruno Carstens. Ihr Nachlass befindet sich im Archiv der Akademie der Künste, im Brecht-Haus (Berlin). Einer ihrer Enkel ist der Chansonsänger Karsten Troyke.
Anlässlich ihres 100. Geburtstages 2024 wurde ihr im Brecht-Weigel-Haus in Buckow eine Ausstellung gewidmet, welche danach in leicht reduzierter Form in der Hochschule für Schauspielkunst Ernst Busch im Foyer präsentiert wurde.

## Werke
- 1943/44: Nebenrolle im UFA-Film Träumerei über das Leben und Lieben von Clara Wieck und Robert Schumann
- 1953: Die Gewehre der Frau Carrar, Regie: Egon Monk, Hörspielproduktion beim Rundfunk der DDR – Regie-Assistentin
- 1958: Die Mutter (Theateraufzeichnung) – Drehbuch
- 1959/60: Regie-Assistenz des DEFA-Spielfilms Mutter Courage und ihre Kinder
- 1971: Drehbuch des DEFA-Fernsehfilms Optimistische Tragödie mit ihrem 2. Ehemann Bruno Carstens in der Hauptrolle
- 1973: Zement (Fernsehfilm, 2 Teile) – Mitarbeit am Drehbuch

## Filmografie
- 1957: Herr Puntila und sein Knecht Matti (Studioaufzeichnung)

## Theater (Regie)
- 1969: Wsewolod Wischnewski: Optimistische Tragödie – Regie mit Klaus Erforth/Alexander Stillmark (Berliner Ensemble)